# Saison 2014-2015 de l'Association sportive de Saint-Étienne (féminines)
Maillots
Dernière mise à jour : 11 mai 2015.
Chronologie
Saison précédente Saison suivante
La saison 2014-2015 de la section féminine de l'Association sportive de Saint-Étienne est la huitième saison consécutive du club stéphanois en première division du championnat de France et la dixième saison du club à ce niveau depuis 1980.
Hervé Didier est à la tête du staff stéphanois lors de cette nouvelle saison qui fait suite à plusieurs saisons où le club a concouru pour les places d'honneur, sans pour autant inquiéter les cadors du championnat. Ainsi, les objectifs pour cette saison restent les mêmes, essayer de venir inquiéter les grands clubs de la première division, tout en assurant le maintien le plus rapidement possible.
L'AS Saint-Étienne va également évoluer au cours de la saison en Coupe de France.

## Équipe professionnelle

### Mercato
| Nom                 | Nationalité | Poste             | Transfert | Provenance/Destination | Division |
| ------------------- | ----------- | ----------------- | --------- | ---------------------- | -------- |
| Arrivées            |             |                   |           |                        |          |
| Marion Mancion      |             | Gardienne         | Transfert | FCF Juvisy             | -        |
| Julie Perrodin      |             | Gardienne         | Transfert | Claix Football         | -        |
| Alice Benoît        |             | Milieu            | Transfert | ASJ Soyaux             | -        |
| Départs             |             |                   |           |                        |          |
| Aude Moreau         |             | Milieu de terrain | Transfert | FCF Juvisy             | -        |
| Méline Gérard       |             | Gardienne         | Transfert | Lyon                   | -        |
| Alexandra Atamaniuk |             | Milieu de terrain | Transfert | Nancy                  | -        |

| Nom               | Nationalité | Poste     | Transfert | Provenance/Destination  | Division       |
| ----------------- | ----------- | --------- | --------- | ----------------------- | -------------- |
| Arrivées          |             |           |           |                         |                |
| Sabrina Viguier   |             | Défenseur | Transfert | Kopparbergs/Göteborg FC | Damallsvenskan |
| Arianna Criscione |             | Gardienne | Transfert | Twente                  | Bene Ligue     |
| Départs           |             |           |           |                         |                |

### Championnat

#### Matches aller
| Date       | N o | Adversaire  | Lieu | Résultat | Buteurs pour Saint-Étienne | Points | Place |
| ---------- | --- | ----------- | ---- | -------- | -------------------------- | ------ | ----- |
| 30/08/2014 | J01 | Rodez AF    | Dom. | 1 - 4    | Palacin 43e                | 1      | 9     |
| 07/09/2014 | J02 | Arras FCF   | Ext. | 1 - 1    | Palacin 26e                | 3      | 8     |
| 21/09/2014 | J03 | Guingamp    | Dom. | 1 - 2    | Clemaron 12e               | 4      | 10    |
| 28/09/2014 | J04 | FC Metz     | Ext. | 0 - 1    | Palacin 15e                | 8      | 9     |
| 05/10/2014 | J05 | Montpellier | Dom. | 0 - 4    | -                          | 9      | 9     |
| 12/10/2014 | J06 | FCFJuvisy   | Ext. | 3 - 0    | -                          | 10     | 10    |
| 19/10/2014 | J07 | FF Issy     | Dom. | 1 - 2    | L.Fleury 70e               | 11     | 10    |
| 02/11/2014 | J08 | ASPTT Albi  | Ext. | 1 - 0    | -                          | 12     | 11    |
| 16/11/2014 | J10 | PSG         | Ext. | 2 - 0    | -                          | 13     | 12    |
| 30/11/2014 | J11 | ASJ Soyaux  | Ext. | 1 - 2    | A.Chaumette 53e 84e        | 17     | 10    |
| 03/12/2014 | J09 | Lyon        | Dom. | 0 - 6    | -                          | 18     | 10    |

#### Matchs retour
| Date       | N o | Adversaire  | Lieu | Résultat | Buteurs pour Saint-Étienne        | Points | Place |
| ---------- | --- | ----------- | ---- | -------- | --------------------------------- | ------ | ----- |
| 07/12/2014 | J12 | Arras FCF   | Dom. | 5 - 1    | Morel 5e 34e 45e, Palacin 65e 70e | 22     | 9     |
| 13/12/2014 | J13 | Guingamp    | Ext. | 3 - 2    | S.Palacin 56e 64e                 | 23     | 9     |
| 21/12/2014 | J14 | FC Metz     | Dom. | 2 - 1    | S.Palacin 19e, R.Lavaud 90+1e     | 27     | 8     |
| 11/01/2015 | J15 | Montpellier | Ext. | 1 - 0    | -                                 | 28     | 9     |
| 18/01/2015 | J16 | FCFJuvisy   | Dom. | 0 - 1    | -                                 | 29     | 9     |
| 28/01/2015 | J20 | PSG         | Dom. | 0 - 7    | -                                 | 30     | 9     |
| 01/02/2015 | J17 | FF Issy     | Ext. | 0 - 3    | Palacin 42e 84e 91e               | 34     | 7     |
| 22/02/2015 | J18 | ASPTT Albi  | Dom. | 2 - 0    | Palacin 21e 88e                   | 38     | 8     |
| 22/03/2015 | J19 | Lyon        | Ext. | 5 - 1    | Palacin 90e                       | 39     | 8     |
| 03/05/2015 | J21 | ASJ Soyaux  | Dom. | 2 - 0    | Blanc-Gonnet 23e, Palacin 83e     | 43     | 7     |
| 09/05/2015 | J22 | Rodez AF    | Ext. | 1 - 0    | -                                 | 44     | 8     |

#### Classement
| Rang | Équipe                 | Pts | J  | G  | N | P  | Bp  | Bc | Diff |
| ---- | ---------------------- | --- | -- | -- | - | -- | --- | -- | ---- |
| 1    | Olympique lyonnais T C | 88  | 22 | 22 | 0 | 0  | 147 | 6  | +141 |
| 2    | Paris SG               | 82  | 22 | 20 | 0 | 2  | 88  | 9  | +79  |
| 3    | FCF Juvisy             | 67  | 22 | 15 | 0 | 7  | 53  | 25 | +28  |
| 4    | Montpellier HSC        | 66  | 22 | 13 | 5 | 4  | 63  | 20 | +43  |
| 5    | EA Guingamp            | 64  | 22 | 13 | 3 | 6  | 41  | 31 | +10  |
| 6    | ASJ Soyaux             | 48  | 22 | 7  | 5 | 10 | 26  | 57 | -31  |
| 7    | Rodez AF               | 46  | 22 | 7  | 3 | 12 | 33  | 50 | -17  |
| 8    | AS Saint-Étienne       | 44  | 22 | 7  | 1 | 14 | 24  | 46 | -22  |
| 9    | ASPTT Albi P           | 44  | 22 | 7  | 1 | 14 | 21  | 65 | -44  |
| 10   | FC Metz P              | 41  | 22 | 5  | 4 | 13 | 27  | 77 | -50  |
| 11   | Arras FCF              | 28  | 22 | 1  | 3 | 18 | 14  | 89 | -75  |
| 12   | FF Issy P              | 28  | 22 | 1  | 3 | 18 | 13  | 75 | -62  |

| Légende : | Légende : |
| --------- | --- |
|           | Qualifié pour la Ligue des champions 2015-2016 (Seizièmes de finale). |
|           | Relégué en Division 2. |
|           | T Tenant du titre. P Promu de Division 2. C Vainqueur de la Coupe de France 2014-2015. Pts points ; G victoires ; N match nuls ; P défaites Bp buts marqués ; Bc buts encaissés ; Diff différence de buts |

### Coupe de France

#### Tableau récapitulatif des matchs
| Date       | N o           | Adversaire         | Lieu | Résultat    | Buteurs pour Saint-Étienne                                                | Suite                               |
| ---------- | ------------- | ------------------ | ---- | ----------- | ------------------------------------------------------------------------- | ----------------------------------- |
| 04/01/2015 | 32e           | Dijon              | Dom. | 5-0         | Pucet 17e (csc) , Palacin 31e, Audemar 50e , Fleury 59e, Blanc-Gonnet 68e | Qualifiés pour les 16èmes           |
| 25/01/2015 | 16e           | Clermont Foot (DH) | Ext. | 0-4         | Fleury 24e, Blanc-Gonnet 45e, Courteille 72e , Palacin 89e                | Qualifiés pour les 8èmes            |
| 15/02/2015 | 8e            | Marseille          | Dom. | 2-0         | Gherbi 76e , Palacin 81e                                                  | Qualifiés pour les quarts de finale |
| 01/03/2015 | 1/4 de finale | Rodez              | Ext. | 2-2 7-6 tab | Gherbi 7e , Clémaron 32e                                                  | Qualifiés pour les demi-finales     |
| 15/03/2015 | 1/2 finale    | Montpellier        | Dom. | 0- 1        | -                                                                         | Éliminées                           |

### Statistiques individuelles

#### Statistiques buteurs
| Place | Nom                 | Championnat | Coupe de France | TOTAL des BUTS |
| 1     | Sarah Palacin       | 15 buts     | 3 buts          | 18 buts        |
| 2     | Julie Morel         | 3 buts      | -               | 3 buts         |
| 2     | Léonie Fleury       | 1 but       | 2 buts          | 3 buts         |
| 2     | Marion Blanc-Gonnet | 1 but       | 2 buts          | 3 buts         |
| 5     | Audrey Chaumette    | 2 buts      | -               | 2 buts         |
| 5     | Candice Gherbi      | -           | 2 buts          | 2 buts         |
| 5     | Maéva Clémaron      | 1 but       | 1 but           | 2 buts         |
| 8     | Rose Lavaud         | 1 but       | -               | 1 but          |
| 8     | Caroline Audemar    | -           | 1 but           | 1 but          |
| 8     | Morgane Courteille  | -           | 1 but           | 1 but          |
| #     | contre son camp     | -           | 1 but           | 1 but          |
| Total | 10 buteuses         | 24 buts     | 13 buts         | 37 buts        |

Date de mise à jour : le 5 mai 2015.

#### Statistiques cartons  jaunes
| Place | Nom                  | Division 1 | Coupe de France | TOTAL des CARTONS JAUNES |
| 1     | Alice Benoît         | 3 cartons  | 1 carton        | 4 cartons                |
| 2     | Sarah Palacin        | 2 cartons  | -               | 2 cartons                |
| 2     | Amandine Soulard     | 2 cartons  | -               | 2 cartons                |
| 2     | Rose Lavaud          | 1 carton   | 1 carton        | 2 cartons                |
| 2     | Candice Gherbi       | 2 cartons  | -               | 2 cartons                |
| 6     | Charlotte Lorgeré    | 1 carton   | -               | 1 carton                 |
| 6     | Barbara Bouchet      | 1 carton   | -               | 1 carton                 |
| 6     | Morgane Courteille   | 1 carton   | -               | 1 carton                 |
| 6     | Léonie Multari       | 1 carton   | -               | 1 carton                 |
| 6     | Teninsoun Sissoko    | 1 carton   | -               | 1 carton                 |
| 6     | Audrey Chaumette     | 1 carton   | -               | 1 carton                 |
| 6     | Meryl Cirri          | 1 carton   | -               | 1 carton                 |
| 6     | Caroline Audemar     | -          | 1 carton        | 1 carton                 |
| Total | 13 joueuses averties | 17 cartons | 3 carton        | 20 cartons               |

Date de mise à jour : le 4 mai 2015.